# Eric Schmitt
Eric Stephen Schmitt, född 20 juni 1975 i Bridgeton i Missouri, är en amerikansk politiker (republikan). Han är ledamot av USA:s senat sedan 2023.
Schmitt besegrade demokraten Trudy Busch Valentine i mellanårsvalet 2022.